# Kolonie Krzczonowskie
Kolonie Krzczonowskie – część wsi Krzczonowice w Polsce, położona w województwie świętokrzyskim, w powiecie ostrowieckim, w gminie Ćmielów.
W latach 1975–1998 Kolonie Krzczonowskie administracyjnie należały do województwa kieleckiego.